# De Meridiaan
De Meridiaan, later wegens auteursrechten veranderd in De kunst-meridiaan, was een Vlaams literair tijdschrift dat tussen 1951 en 1960 iedere twee maanden werd uitgegeven. Het werd opgericht door kunstenaar Maurice Wyckaert, dichteres Clara en haar man Gentil Haesaert. De Meridiaan ging destijds de concurrentie aan met Tijd en Mens, een ander literair tijdschrift met als doelgroep de jongere generatie. Later groeide het uit van provinciaal blad tot een internationaal gericht kunsttijdschrift. In 1955 werd vanuit De Meridiaan Galerie Taptoe opgericht, een artistiek centrum, tentoonstellingsruimte en literair café in Brussel.

## Redactie
Naast de oprichters waren er diverse andere redacteurs betrokken bij het tijdschrift:
- Jaak Brouwers
- Jan van den Weghe
- Walter Korun